# Fariborz Lachini
Fariborz Lachini (in persiano: فریبرز لاچینی; Teheran, 25 agosto 1949) è un compositore iraniano residente in Canada.

## Biografia
Fariborz Lachini iniziò la sua carriera in Iran scrivendo musica per bambini creando, all'età di 18 anni, il brano “Avaz Faslha va Rangha” (Canzone delle stagioni e dei colori), che destò l'attenzione della famiglia reale dell'epoca. Uno dei suoi primi lavori fu la colonna sonora di un programma per bambini trasmesso dalla televisione nazionale iraniana per oltre 20 anni.
Prima della Rivoluzione Islamica ha creato inoltre musica per alcune icone pop iraniane. Dopo la Rivoluzione Islamica si trasferì in Europa per studiare musicologia all'Università di Parigi (Sorbona). È in questo periodo che la sua musica risentì dell'influenza dello stile europeo.
Quando tornò nel suo Paese creò uno dei più amati album contemporanei di "solo piano" caratterizzato da uno stile unico prodotto di una combinazione di stili classici persiani ed europei chiamato “Paeez Talaee”, conosciuto anche come “Golden Autumn”.
Tale album è stato per anni al primo posto nelle vendite ed ha conquistato fans da tutte le parti del mondo. Lachini ha iniziato la sua carriera componendo colonne sonore per film utilizzando l'esperienza e la tecnologia acquisita in Europa e fu presto riconosciuto come un leader della "computer music" per l'industria cinematografica iraniana.
Dal 1988 ha al suo attivo oltre un centinaio di composizioni per film alcuni dei quali hanno avuto una distribuzione internazionale in Nord America, Europa e Asia.

## Discografia
- 2009: "Piano Adagios"
- 2008: Golden Memories 1
- 2008: Requiem
- 2008: Golden Autumn 4
- 2008: Aida
- 2008: Scent of Yesterday 1,2,3 and 4
- 2006: Golden Autumn 3
- 2006: Best Soundtracks of Fariborz Lachini - Vol.1
- 2005: Sepidar
- 2005: Last Word of Nowadays
- 2003: Waves of Memories 2
- 2002: A Letter
- 2001: Pandemonium of Fire and Water
- 2000: For Your Birthday
- 2000: Waves of Memories 1
- 1998: The Tribe of Love
- 1994: Songs of the Sun Land
- 1993: Loneliness Verses
- 1992: Wolf's Trail Soundtrack
- 1992: Golden Autumn 2
- 1991: In a Cold Winter Night
- 1991: Golden Autumn 1
- 1990: Pomegranate and Cane
- 1989: Childish
- 1987: Boz Boz Ghandi
- 1977: Other Songs
- 1976: Songs of Seasons and Colors
- 1976: Argaman